# 女僕養成學園！～中林校長的野望～
《女僕養成學園！～中林校長的野望～》（メイドをねらえ! 〜中林校長の野望〜）是由まっつー担当原作、椿あす负责作画的搞笑漫画。

## 简介
本作在2006年1月30日发售的《月刊Dragon Age》的增刊《Dragon Age Pure》上开始连载，并于2007年6月发售的《Dragon Age Pure》Vol.5上表示停止连载。2008年6月，在作者的官网和2ch上，公布了まっつー与椿あす离婚的消息（于6月27日正式离婚）；当中椿あす表示不会再和まっつー一同工作，连载形同结束。7月2日，在作者的官网和2ch上，公布了决定正式结束连载的消息。中文单行本上虽然标有「第1卷」的字样，但实际上为「全1卷」。
2006年6月29日发售的《Dragon Age Pure》Vol.2附录有名为《超图解女仆进化论》（超図解メイドさん進化論）的企划小册子，内容是以该作品的学校为舞台，让不同出版社的漫画家来画漫画；分别有桜瀬みつな、氷川へきる、竹内元紀、荒井チェリー、古賀亮一、爆天童、ヒロユキ、くろがねぎん、桑原ひひひ、大内たか道、三宅大志、松林悟、仏さんじょ、赤衣丸步郎，并由まっつー、椿あす执笔。

## 故事
听说有个30岁男子凭藉庞大财力创立女子学校，利用世人眼光不及的优势，顺着自身欲望，营造符合自己兴趣的世界，在广大校园里，豢养女老师与女学生，要她们服侍自己。故事舞台以这间对外号称是一所家政科高中的学校「私立百合姬女子学园」为中心展开。虽然学校名字上有「百合」二字，不过作品类型只是搞笑漫画而已。
主角是萝莉控、制服狂、超级爱角色扮演、美少女游戏的狂热玩家的「普通女孩子」饼田菜摘。故事由她转学到私立百合姬女子学园开始。她的目的是来找人当「妹妹」的，却遇上了找人当「奴隶」的转学生北村雾子，自此命运发生了180度大转变。

## 主要登场人物
餅田菜摘
本作品的主角。自称是个萝莉控、制服狂、超级爱角色扮演、美少女游戏的狂热玩家的「普通女孩子」。转学生一个。
表面上是女生，内心却是男孩。
该角色的原型，是跟作者まっつー关系不错的国中女生（2006年4月成为高中生），其性格跟漫画所描写的并没有多大差异。是九州第一间女仆咖啡厅的头一个客人（实话）。
北村雾子
乍一看是个妹妹角色，其实却是个萝莉控、制服狂、超级爱角色扮演、美少女游戏的狂热玩家。跟主角饼田菜摘同一个班级、同一栋宿舍、同一个房间。为了找人当「奴隶」才来就读私立百合姬女子学园。跟饼田菜摘同时转学而来。
装备的巨乳拥有特殊能力。
年仅9岁就從女仆王国国立大学毕业。突破了王国三十六房，还拿过年度最佳女仆、全明星古典女仆、日本超级古典女仆的冠军。
能够跟假面男仆寒风对等谈话。
中林義元
凭藉庞大财力创立私立百合姬女子学园的罪魁祸首，同时也是学园的校长。另外还在秋叶原、池袋、大阪、福冈等全国大城市经营着女仆咖啡厅。
为了实现自己的野望（欲望）而不择手段。
跟中林义贵（《我的主人爱作怪》的登场人物）是堂兄弟关系。

## 用语解说
私立百合姬女子學園
以本作品的主角为首的学生们所上的私立高中。对外号称是一所家政科高中的学校，实际上却是为了满足校长的兴趣和爱好而建设的女仆养成学校。
一般的学校设备大多都理所当然地成了用来培养女仆的。室外有「眼镜鳄鱼神」和「仓鼠神」的雕像。
另外还有由学园所管理的宿舍。由于是校长野望的一环，所以宿舍都是双人房。饼田菜摘和北村雾子同一个房间。还有就是，饼田菜摘所入住的宿舍，其管理员是个21岁的寡妇，最近对5号房从新泻来的女孩子很感兴趣。
这个学园的学生、老师、甚至打扫的阿姨也是属于校长的，所以饼田和北村被盯上了。
我的主人愛作怪
简称为「我的主人」。是本作里虚构的漫画作品，跟《我的主人爱作怪》（これが私の御主人様）并不相同，然而，内容可以认为是一样的。
下乳
意指女性的下半部乳房。原作者非常喜欢，所以作品里频繁出现。
普斯
饼田、北村所住宿舍的学生饲养的宠物。形状却不像是动物，灵感应该是来自Goo Choco Lantan。

## 单行本
| 期数 | 日文版       | 日文版             | 中文版       | 中文版             |
| 期数 | 发售日       | ISBN               | 发售日       | ISBN               |
| ---- | ------------ | ------------------ | ------------ | ------------------ |
| 1    | 2007年5月9日 | ISBN 9784047124943 | 2008年7月2日 | ISBN 9789861747095 |